# Tom-tom

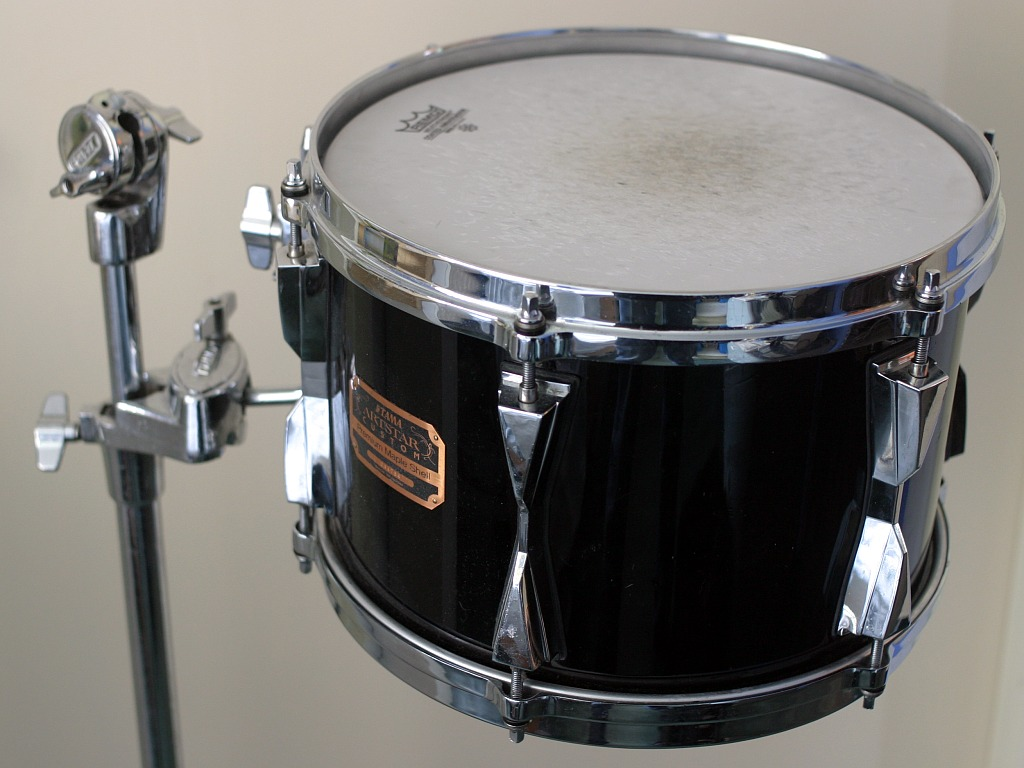
Tom-tom w rozmiarze 12″ × 8″

Tom-tom lub rzadziej tom – instrument z grupy membranofonów o nieokreślonej wysokości dźwięku, będący częścią zestawu perkusyjnego. Najczęstsze rozmiary tom-tomów to: 10″ × 12″ i 11″ × 13″ (głębokość / średnica). W budowie przypomina werbel (z wyjątkiem sprężyn i napinającego je mechanizmu). W zestawie perkusyjnym tomy umieszcza się zwykle nad bębnem basowym lub montuje do niego przy pomocy statywu. Najniższą brzmieniowo i największą jego odmianą jest kocioł.